# Alexander Alexandrowitsch Brjuchankow
Alexander Alexandrowitsch Brjuchankow (russisch Александр Александрович Брюханков, englisch Alexander Bryukhankov; * 12. April 1987 in Andropow) ist ein russischer Triathlet, nationaler Triathlon-Meister des Jahres 2011, Mitglied der Nationalmannschaft und dreifacher Olympiastarter (2008, 2012, 2016).

## Werdegang
Alexander Brjuchankow zählt zu den bekanntesten und international präsentesten russischen Triathleten und seit 2005 nimmt er an ITU-Elite-Bewerben teil. Auch sein jüngerer Bruder Andrei Brjuchankow ist als Triathlet aktiv.

### Junioren-Vizeweltmeister Triathlon 2006
Im Juni 2006 wurde er Vizeeuropameister in der Jugend-Klasse und im September auch Vizeweltmeister. Bei den Olympischen Sommerspielen 2008 in Peking belegte er den 24. Rang.
Im Juni 2009 wurde er Dritter bei der U23-Europameisterschaft.

Alexander Brjuchankow geht auch in der französischen Club-Meisterschaftsserie Lyonnaise des Eaux als Legionär an den Start. 2010 war Brjuchankow noch für Mulhouse Olympique Tri angetreten. In Dünkirchen (23. Mai 2010) wurde er 21. und war der zweite der drei triathlètes classants l'équipe (Valentin Mesheryakov: 19., Francesc Godoy: 47.). Beim Großen Finale in la Baule (Triathlon Audencia, 18. September 2010) wurde Brjuchankow 19. und war damit der Beste seines Clubs. In Beauvais, Paris und Tourangeaux fehlte Brjuchankow. In Paris war hingegen sein jüngerer Bruder Andrei für Mulhouse Olympique Tri als Ersatz am Start und belegte den 45. Platz.
2011 trat Brjuchankow für St. Jean de Monts Vendee an. In Nizza (24. April 2011) wurde er Neunter in der Einzelwertung und war damit der Beste seines Clubs.

### Olympische Sommerspiele 2012
Im August 2012 startete er bei den Olympischen Sommerspielen und belegte in London den siebten Rang.

### Olympische Sommerspiele 2016
Alexander Brjuchankow ging auch bei den Olympischen Sommerspielen 2016 am 18. August in Rio de Janeiro für Russland an den Start, er konnte das Rennen aber nicht beenden.
Bei der Europameisterschaft im Juli 2018 belegte er als bester russischer Athlet den neunten Rang.
Im Juli 2019 wurde der 32-Jährige in Rumänien Dritter bei der Europameisterschaft Aquathlon.

### Dopingverdacht 2021
Im August 2021 wurde Brjuchankow wegen des Dopingverdachts vorläufig gesperrt.

## Sportliche Erfolge
| Datum/Jahr    | Rang | Wettbewerb                                           | Austragungsort      | Zeit     | Bemerkung |
| ------------- | ---- | ---------------------------------------------------- | ------------------- | -------- | --- |
| 30. März 2019 | 2    | ATU Sprint Triathlon African Cup                     | Scharm asch-Schaich |          | hinter Ilya Prasolov                                                                                         |
| 20. Juli 2018 | 9    | ETU Sprint Distance Triathlon European Championships | Tartu               | 00:53:40 | Europameisterschaft auf der Sprintdistanz                                                                    |
| 30. Juni 2018 | 2    | RUS Triathlon National Championships                 | Yaroslavl           | 01:51:02 | Triathlon-Staatsmeisterschaft                                                                                |
| 24. Juni 2017 | 30   | ETU Sprint Distance Triathlon European Championships | Düsseldorf          | 01:00:01 | Europameisterschaft auf der Sprintdistanz beim T3 Triathlon                                                  |
| 3. Juni 2017  | 4    | RUS Triathlon National Championships                 | Izhevsk             | 01:58:41 | Triathlon-Staatsmeisterschaft                                                                                |
| 7. Mai 2017   | 1    | ATU Triathlon African Championships                  | Yasmine Hammamet    | 01:47:01 | |
| 20. Aug. 2016 | DNF  | Olympische Sommerspiele 2016                         | Rio de Janeiro      | –        | |
| 26. Sep. 2015 | 7    | ETU Triathlon European Cup Final                     | Sotschi             | 01:48:48 | |
| 6. Juni 2015  | 1    | RUS Triathlon National Championships                 | Sotschi             | 01:47:18 | Triathlon-Staatsmeister                                                                                      |
| 26. Apr. 2015 | 14   | ITU World Championship Series 2015                   | Kapstadt            | 01:40:56 | Schwimmdistanz verkürzt auf 750 m                                                                            |
| 22. März 2015 | 2    | ITU Triathlon World Cup                              | New Plymouth        | 00:52:59 | Zweiter hinter Richard Murray                                                                                |
| 19. Juli 2014 | 5    | RUS Triathlon National Championships                 | Russland            | 01:45:34 | hinter dem Staatsmeister Dmitri Poljanski                                                                    |
| 18. Aug. 2013 | 4    | RUS Triathlon National Championships                 | Pensa               | 01:49:00 | Vierter bei der Staatsmeisterschaft auf der Kurzdistanz – hinter Dmitri Andrejewitsch Poljanski              |
| 2. März 2013  | 3    | Abu Dhabi International Triathlon                    | Abu Dhabi           | 03:28:53 | Beim Abu Dhabi International Short Course Triathlon über 1,5 km Schwimmen, 100 km Radfahren und 10 km Laufen |
| 7. Aug. 2012  | 7    | Olympische Sommerspiele 2012                         | London              | 01:47:35 | |
| 27. Mai 2012  | 2    | ITU World Championship Series 2012                   | Madrid              | 01:52:30 | |
| 7. Aug. 2011  | 2    | ITU World Championship Series 2011                   | London              | 01:50:34 | |
| 18. Juni 2011 | 2    | ITU World Championship Series 2011                   | Kitzbühel           |          | |
| 4. Juni 2011  | 4    | ITU World Championship Series 2011                   | Madrid              | 01:52:02 | |
| 9. Apr. 2011  | 14   | ITU World Championship Series 2011                   | Sydney              | 01:51:32 | |
| 24. Juni 2011 | DNF  | ETU Triathlon European Championships                 | Pontevedra          | –        | |
| 20. Juni 2009 | 3    | ETU Triathlon European Championship U23              | Tarzo Revine        | 01:50:08 | U23-Europameisterschaft                                                                                      |
| 18. Aug. 2008 | 24   | Olympische Sommerspiele 2008                         | Peking              | 01:51:22 | |
| 3. Sep. 2006  | 2    | ITU Triathlon World Championship Junior Men          | Lausanne            | 00:59:16 | Vizeweltmeister in der Jugend-Klasse                                                                         |
| 8. Juli 2006  | 22   | ETU Triathlon European Championship U23              | Rijeka              | 01:57:19 | Triathlon-Europameisterschaft U23                                                                            |
| 23. Juni 2006 | 2    | ETU Triathlon European Championship Junior Men       | Autun               | 01:00:20 | Vizeeuropameister in der Jugend-Klasse                                                                       |
| 10. Sep. 2005 | 24   | ITU Triathlon World Championship Junior Men          | Gamagōri            | 00:59:16 | |

| Datum/Jahr   | Rang | Wettbewerb                           | Austragungsort | Zeit     | Bemerkung                     |
| ------------ | ---- | ------------------------------------ | -------------- | -------- | ----------------------------- |
| 5. Juli 2019 | 3    | ETU Aquathlon European Championships | Târgu Mureș    | 00:27:44 | Europameisterschaft Aquathlon |